# Джуржівка
Джу́ржівка (інші назви Журжівка, Джурджівка) — село в Україні, у Новоушицькій селищній територіальній громаді Кам'янець-Подільського району Хмельницької області. До адміністративної реформи 19 липня 2020 року село належало до Новоушицького району. Населення становить 110 осіб (зі 145 дворів).

## Символіка

### Герб
Щит понижено перетятий лазуровою хвилястою балкою на зелене й лазурове поле. Хвиляста лазурова база — символ річки Ушиця, що протікає через село. У верхній частині, на зеленому полі, розміщена восьмипроменева зірка золотого кольору, що символізує одну релігійну громаду села.

### Прапор
Прямокутне полотнище складається з двох частин. Верхня половина прапора зеленого кольору в центрі восьмипроменева зірка золотого кольору, що символізує одну релігійну громаду села. Нижня половина прапора блакитного кольору, символ річки Ушиця, що протікає через село.

## Загальні відомості
Село лежить в яру, яким протікає річка Ушиця. Своїми західними кордонами поселення межує із Дунаєвецькою громадою, на сході примикає до Миржіївкаи.
Маємо відомості, що на початок ХХ ст. Джуржівка переживала період піднесення. Тут функціонувала церковно-приходська школа, винокуренний завод, фосфоритові шахти, паровий млин (нині будівля млина вважається пам'яткою архітектури). Дана місцина — одне з найкращих подільских родовищ фосфоритів, число яких, за наближеними обрахунками тих років, перебільшувало 1000000 пудів.

### Часи Голодомору на селі
За даними офіційних джерел (тогочасних ЗАГСів, які хоч і не завжди реєстрували правдиву кількість померлих, саме від голоду, бо було заборонено вказувати, що людина померла голодною смертю) в селі в 1932—1933 роках загинуло близько 13 жителів села. На сьогодні встановлено імена лише 7 осіб. Мартиролог укладений на підставі поіменних списків жертв Голодомору 1932—1933 років, складених Федірківською сільською радою згідно даних місцевого РАГСу (хоча й звіритися з конкретними документальними свідченнями стає майже неможливо, оскільки не всі вони дійшли до наших днів, у силу різних обставин Поіменні списки зберігаються в Державному архіві Хмельницької області.
Кількість померлих і їх особисті дані не є остаточними, оскільки не всі дані збереглися і не все заносилося до книг обліку тому є ймовірність, того, що мартиролог Голодомору в селі буде розширений Наразі, згідно попередніх списків уже можна дійти висновків: що серед померлих селян більшість були селянами-односібниками, які не працювали в артілі чи колгоспі, і це є підтвердженням навмисних дій тодішньої влади — на знищення українського незалежного селянства.
Колишній орган місцевого самоуправління — Глібівська сільська рада.